# 布萊克島 (羅斯群島)
78°7′S 166°8′E / 78.117°S 166.133°E

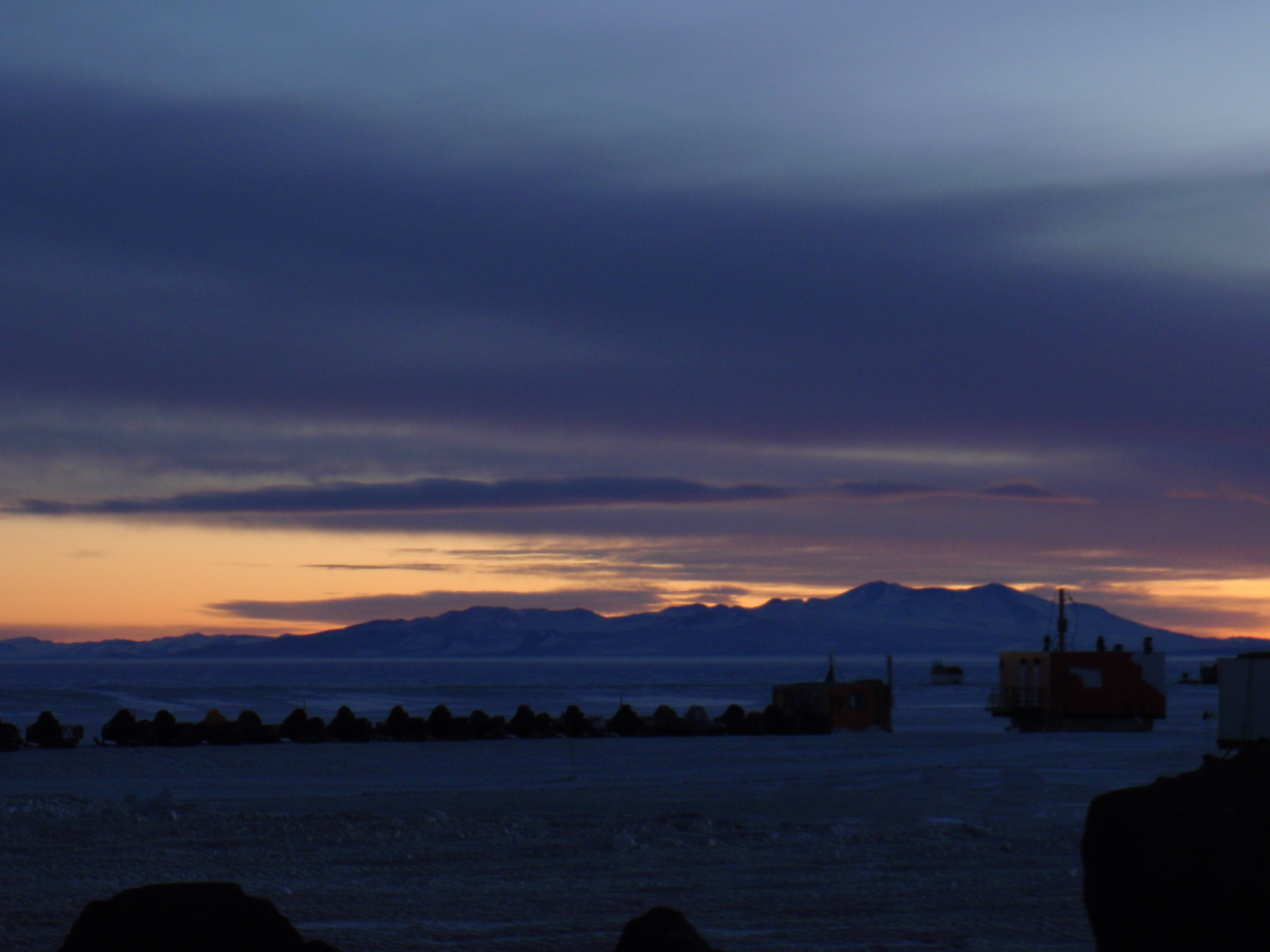

布萊克島是南極洲的島嶼，位於懷特島以西的南冰洋海域，屬於羅斯群島的一部分，島上無人居住，北端設有電信設施，該島在1902年被發現。